# Giovanni León
Francisco Giovanni León Rodríguez (ur. 12 marca 1992 w Ensenadzie) – meksykański piłkarz występujący na pozycji środkowego obrońcy.

## Kariera klubowa
León jest wychowankiem akademii juniorskiej zespołu Club Atlas z siedzibą w Guadalajarze, do której zaczął uczęszczać jako piętnastolatek po tym, jak został zauważony przez wysłanników tego klubu podczas jednego z młodzieżowych turniejów w Mazatlán. Zanim został włączony do pierwszej drużyny, udał się na wypożyczenie do ekipy Puebla FC, gdzie spędził rok, nie notując jednak żadnego ligowego występu. Po powrocie do Atlasu występował przez rok w rezerwach, po czym za kadencji argentyńskiego szkoleniowca Omara Asada, 19 lipca 2013 w zremisowanym 3:3 spotkaniu z Tijuaną, zadebiutował w Liga MX. Od razu wywalczył sobie miejsce w wyjściowym składzie i w jesiennym sezonie Apertura 2013 dotarł ze swoim zespołem do finału krajowego pucharu – Copa MX. Już po upływie pół roku, po przyjściu do ekipy trenera Tomása Boya, został jednak relegowany do roli głębokiego rezerwowego.
Wiosną 2015 León został wypożyczony na pół roku do Universidadu de Guadalajara, z którym na koniec rozgrywek 2014/2015 jako rezerwowy zawodnik spadł do drugiej ligi. Bezpośrednio po tym powrócił do Atlasu, gdzie jego sytuacja uległa znaczącej poprawie, gdyż został jednym z podstawowych graczy linii defensywy.
| Sezon     | Klub                       | Kraj   | Rozgrywki | Mecze | Bramki |
| --------- | -------------------------- | ------ | --------- | ----- | ------ |
| 2011/2012 | Puebla FC                  | Meksyk | Liga MX   | 0     | 0      |
| 2012/2013 | Club Atlas                 | Meksyk | Liga MX   | 0     | 0      |
| 2013/2014 | Club Atlas                 | Meksyk | Liga MX   | 26    | 0      |
| 2014/2015 | Club Atlas                 | Meksyk | Liga MX   | 0     | 0      |
| 2014/2015 | Universidad de Guadalajara | Meksyk | Liga MX   | 4     | 0      |
| 2015/2016 | Club Atlas                 | Meksyk | Liga MX   |       |        |